# Constantin Wilhelm Lambert Gloger
Constantin Wilhelm Lambert Gloger (Jaszów, 17 de setembro de 1803 – Berlim, 30 de dezembro de 1863) foi um zoólogo e ornitólogo alemão.
Gloger foi o primeiro pesquisador a reconhecer as diferenças estruturais entre andorinhas e andorinhões.
Ele criou a regra de Gloger, que institui que os pigmentos escuros aumentam nas raças de animais que vivem nas regiões quentes e úmidas. Publicando esta teoria no Das Abändern der Vögel durch Einfluss des Klima's (1833). Seus outros trabalhos incluem Gemeinnütziges Hand-und Hilfsbuch der Naturgeschichte (1841).